# Спиновый эффект Зеебека
Спи́новый эффе́кт Зе́ебека (англ. Spin Seebeck effect) — физический эффект, в котором градиент температуры вдоль ферромагнитного проводника создаёт ненулевой потенциал спинового тока {\displaystyle \mu _{\uparrow }-\mu _{\downarrow }}, где {\displaystyle \mu _{\uparrow ,\downarrow }} — электрохимические потенциалы для электронов с основным и неосновным направлениями спинов.
Присутствие в ферромагнетике двух групп электронов с противоположными направлениями спинов позволяет рассмотреть эквивалентную схему ферромагнитного проводника как термопару, аналогичную используемой в классическом эффекте Зеебека. Градиент температуры {\displaystyle \nabla T} вдоль ферромагнетика будет создавать неоднородное распределение электрохимического потенциала для электронов с основным и неосновным направлением спинов вдоль него. Спиновый потенциал при этом будет равен
{\displaystyle \nabla (\mu _{\uparrow }-\mu _{\downarrow })=eS_{\mathrm {S} }\nabla T,}
где {\displaystyle \mu _{\uparrow ,\downarrow }} — электрохимический потенциал для электронов с основным и неосновным направлениями спинов, {\displaystyle e} — заряд электрона, {\displaystyle S_{\mathrm {S} }} — спиновый коэффициент Зеебека.